# غلامرضا انصاری (زاده ۱۳۳۵)
غلامرضا انصاری (زاده ۲ آبان ۱۳۳۵) سیاستمدار ایرانی است که مغز متفکر پروژه بخت‌آزمایی ارمغان بهزیستی در دوره مدیریت بر سازمان بهزیستی کشور بوده‌است.  
-از موسسین انجمن اسلامی جامعه پزشکی ایران 
-از موسسین حزب اتحاد ملت ایران 
وی عضو چهارمین دوره شورای شهر تهران از سال ۱۳۹۲ تا ۱۳۹۶ بود و و در این انتخابات در فهرست اصلاح‌طلبان قرار داشت. وی دارای مدارک دکتری علوم آزمایشگاهی، MPH سالمندی و دکترای مدیریت رفاه اجتماعی می‌باشد.
وی نماینده مردم مشهد و کلات در دوره چهارم مجلس شورای اسلامی، رئیس سازمان بهزیستی کشور و سفیر ایران در ترکمنستان بوده‌است‌.
وی از نامزدهای تصدی پست شهرداری تهران و شهرداری مشهد از سوی شورای شهر پنجم نیز بود. تأسیس المپیک ویژه معلولین ذهنی، طراحی و اجرای بیش از ۳۰ طرح در حوزه سلامت اجتماعی از جمله برخی اقدامات انصاری در دوره ریاست سازمان بهزیستی بود که بعضی از آنها همچون طرح ارمغان بهزیستی در سال‌های گذشته مورد انتقادات شدید قرار داشته‌اند.